# Ceratosaurus
Ceratosaurus (che significa "lucertola cornuta" in riferimento al suo corno nasale, dal greco: κερας/κερατος, keras/keratos che significa "corno" e σαυρος/sauros che significa "lucertola") era un dinosauro teropode ceratosauride di medie dimensioni, vissuto nel Giurassico superiore, circa 153-148 milioni di anni fa (Kimmeridgiano-Titoniano), in quelle che oggi sono la Formazione Morrison in Nord America e la Formazione Lourinhã in Portogallo.
Questo animale era caratterizzato da grandi mascelle irte di denti a forma di lame. Gli arti anteriori erano molto robusti ma piccoli rispetto al resto del corpo, mentre le gambe erano lunghe e muscolose, perfettamente equipaggiate per la corsa. Le ossa del bacino erano fuse insieme (Sereno 1997), in modo molto simile agli uccelli attuali. Ciò che caratterizzava veramente l'animale era il bizzarro corno nasale, che non era altro che un'estensione delle ossa nasali, e le due strutture a forma di corna che proteggevano gli occhi, anch'esse estensioni delle ossa lacrimali, che davano all'animale un aspetto ancora più singolare. Di recente si è scoperto che questo animale possedeva una fila di osteodermi lungo il dorso.

## Descrizione

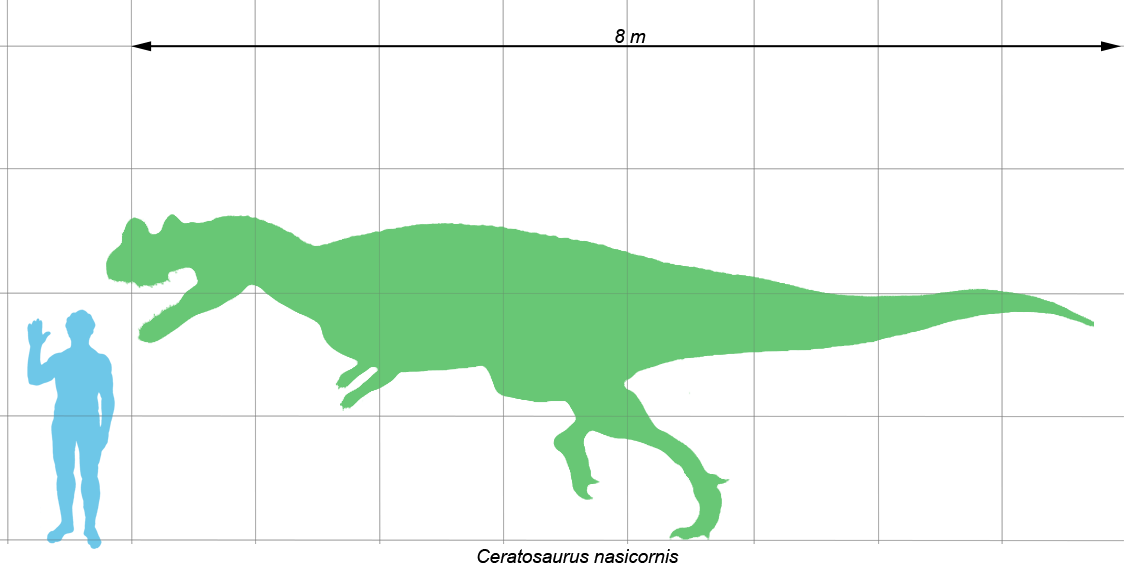
Dimensioni di C. nasicornis, a confronto con un uomo

A prima vista il Ceratosaurus può sembrare un tipico dinosauro carnivoro, tuttavia aveva caratteristiche uniche tra i teropodi a partire dal cranio che risultava sproporzionato rispetto al resto del corpo e presentava un corno nasale molto prominente formato dal prolungamento delle ossa nasali. Oltre al grande corno nasale, il Ceratosaurus possedeva anche due piccole creste simili a corna sopra ciascun occhio formate da un prolungamento delle ossa lacrimali. Al suo tempo il Ceratosaurus era l'unico teropode provvisto di un'armatura dermica, costituita da piccoli osteodermi per tutta la lunghezza del dorso. La sua lunga coda rappresentava circa la metà della lunghezza complessiva dell'animale, tuttavia a differenza della coda della maggior parte dei dinosauri carnivori quella del Ceratosaurus era sottile e molto flessibile provvista di alte spine neurali.
L'esemplare tipo apparteneva ad un individuo lungo circa 5,5 metri; tuttavia non è chiaro se l'individuo fosse completamente sviluppato o fosse ancora un esemplare giovane. Secondo gli studi del paleontologo britannico David Norman (1985) l'animale completamente sviluppato doveva raggiungere una lunghezza complessiva di circa 6,1 metri, tale teoria sarebbe supportata dal ritrovamento di un fossile di Ceratosaurus eccezionalmente grande, custodito al Cleveland-Lloyd Quarry (UMNH 5728), scoperto a metà del 1960, che avrebbe potuto raggiungere una lunghezza complessiva di 6,7 metri.
Nel 1884, il noto paleontologo Othniel Charles Marsh ipotizzò che il peso del Ceratosaurus fosse circa la metà di quello dell'Allosaurus. Nella monografia "Predatory Dinosaurs of the World", pubblicata nel 1988 da Gregory S. Paul, si stimò che l'olotipo di C. nasicornis dovesse pesare all'incirca 524 chilogrammi, mentre l'esemplare già citato esposto al Cleveland-Lloyd Quarry, rappresentante un individuo molto più grande e più pesante, doveva raggiungere un peso di circa 980 chilogrammi.
L'esemplare di Cleveland-Lloyd Quarry fu poi assegnato alla specie C. dentisulcatus, dai paleontologi James H. Madsen e Samuel P. Welles. Tuttavia nel 2007 John Foster, paleontologo specializzato nei reperti della Formazione Morrison, stimò un nuovo peso per l'animale; dalla lunghezza del femore dell'animale, estrasse un peso approssimativo di 275 chilogrammi per la specie C. magnicornis e 452 chilogrammi per C. dentisulcatus.

## Scoperta e specie
Il Ceratosaurus è conosciuto principalmente per i fossili conservati al Dinosaur Quarry Cleveland Lloyd nello Utah e alla Cava di Dry Mesa in Colorado. La specie tipo (C. nasicornis) fu descritta nel 1884 da Othniel Charles Marsh e ridescritta nel 1920 da Gilmore.

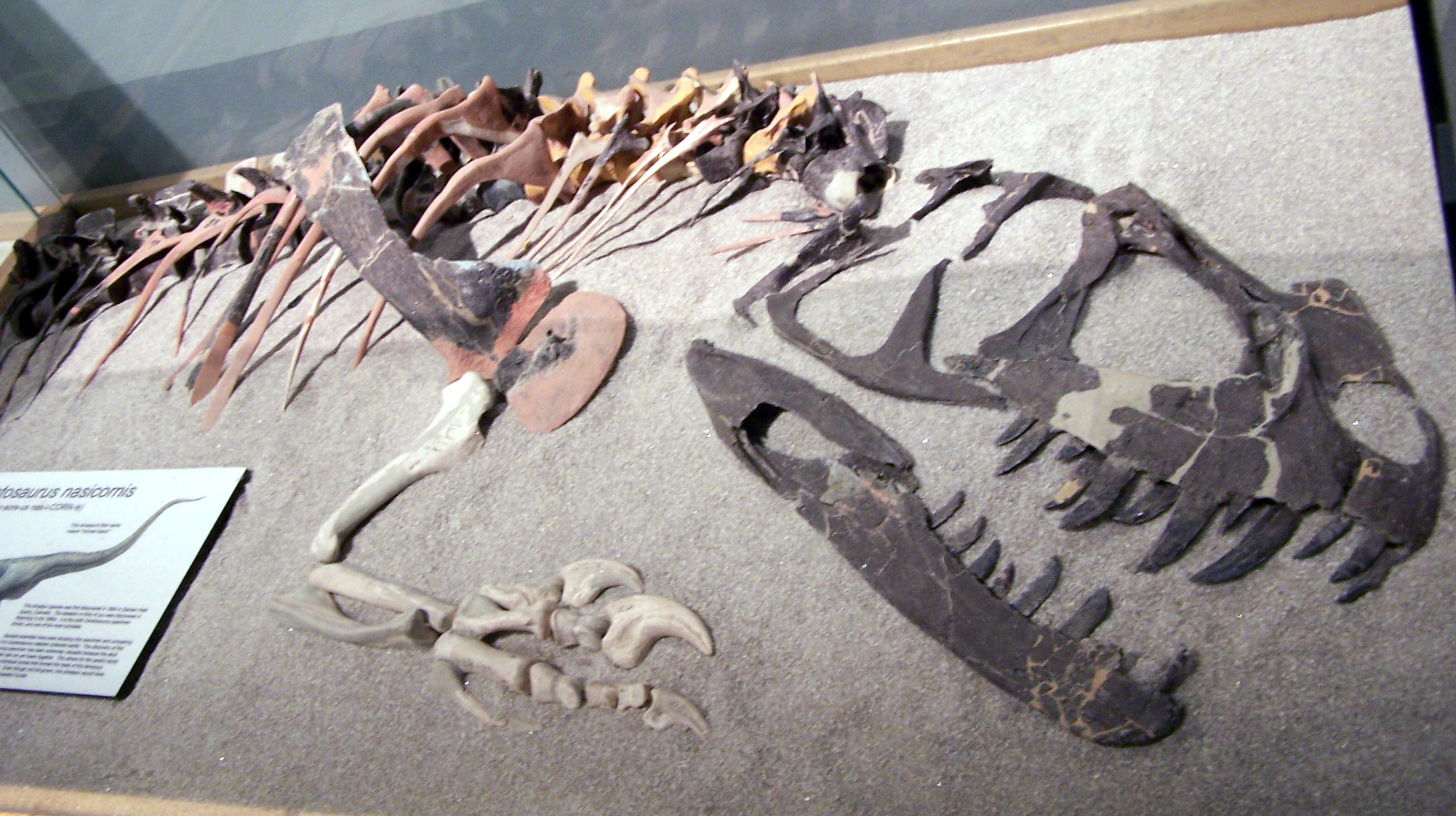
Fossile parziale di C. magnicornis

Nel 2000 furono descritte altre due specie: C. magnicornis (dal Fruita Paleontological Area, Colorado) e C. dentisulcatus.
- Il C. magnicornis possedeva un corno nasale più rotondo, ma nonostante ciò era molto simile a C. nasicornis
- Il C. dentisulcatus, invece, era la specie di dimensioni maggiori (oltre i 7 metri), tuttavia non si sa quale forma avesse il suo corno (ammesso che lo avesse). I resti di questa specie provengono prevalentemente dalla Formazione Lourinhã, in Portogallo (Mateus et al 2000;. 2006).

La validità come specie di C. magnicornis e C. dentisulcatus è contestata da diversi paleontologi, i quali sostengono che le differenze tra le presunte specie possano essere in realtà differenze tra individui della stessa specie o dimorfismo sessuale. La specie C. meriani, invece, è un dubium nomen.
Le specie C. ingens e C. stechowi furono descritte da materiale frammentario. La prima potrebbe essere identificata come un genere dubbio di carcharodontosauride; la seconda potrebbe rappresentare un genere dubbio di ceratosauro o di spinosauride. I fossili di Ceratosaurus sono stati scoperti negli strati 2 e 4-6 della Formazione Morrison.

## Classificazione

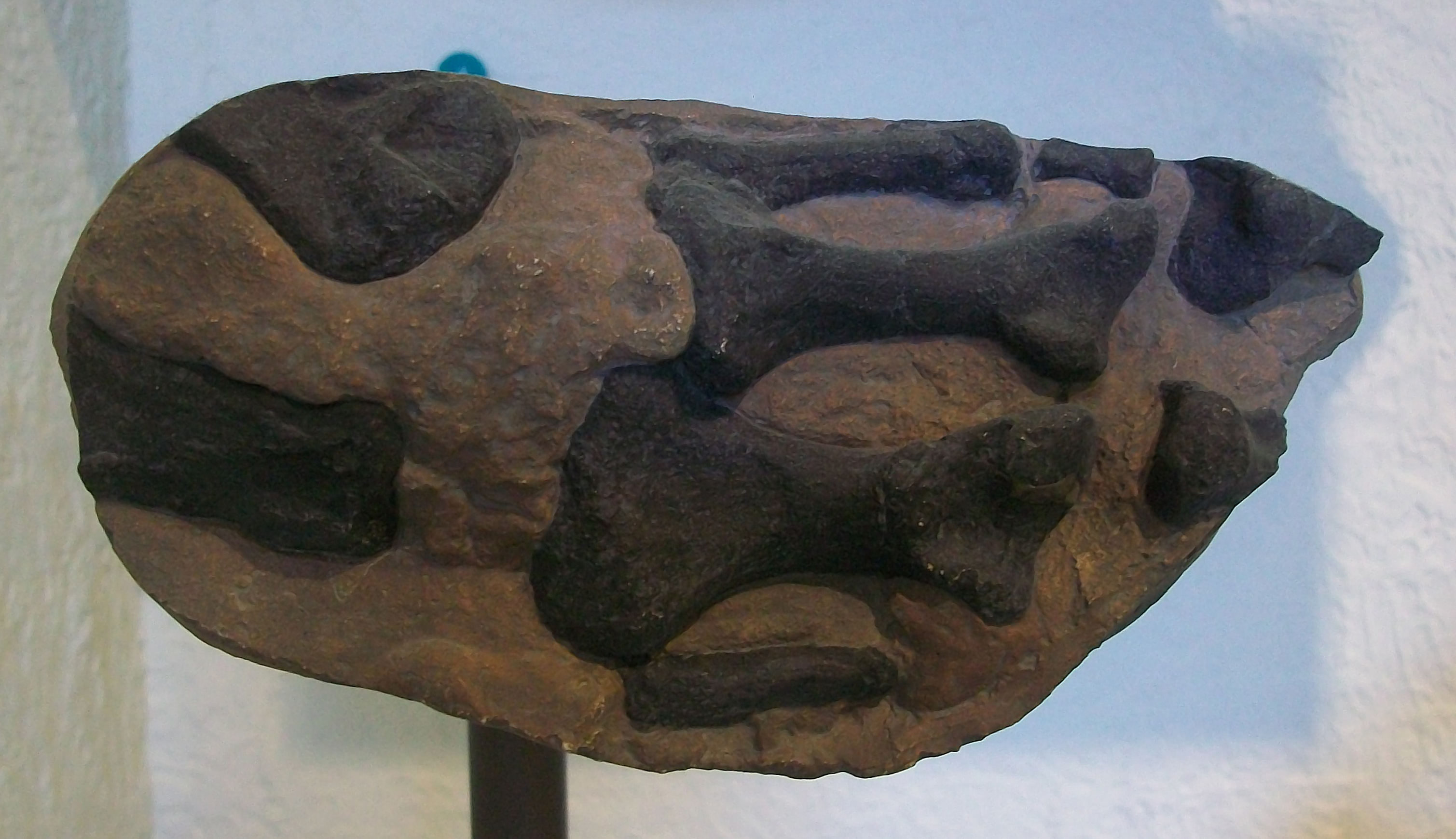
Resti della mano fossile di C. nasicornis (AMNH 27631)

Tra gli animali più simili a Ceratosaurus figurano il Genyodectes serus, l'Elaphrosaurus e gli abelisauridi come il Carnotaurus sastrei. La classificazione di Ceratosaurus e degli animali affini è stata a lungo oggetto di un intenso dibattito. Difatti sembra che i ceratosauri siano un gruppo a sé stante; condividono alcuni tratti primitivi con i celofisoidi, ma condividono anche alcuni tratti con altri teropodi tetanuri. I suoi parenti più stretti sembrano essere gli abelisauri.
In passato si pensava che Ceratosaurus, gli abelisauri e i celofisoidi, per via delle loro caratteristiche primitive, facessero parte di un unico gruppo chiamato Ceratosauria, che comprendeva "i teropodi più vicini al Ceratosaurus che agli uccelli". Tuttavia Ceratosaurus sembra aver avuto delle caratteristiche più simili a quelle degli uccelli, come il suo contemporaneo Allosaurus.
Il seguente cladogramma, basato sull'analisi filogenetica condotta da Diego Pol e Oliver WM Rauhut nel 2012, mostra le relazioni di Ceratosaurus:
|  | Spinostropheus                                               |
|  |                                                              |
|  | \| \| Limusaurus \| \| \| \| \| \| Elaphrosaurus \| \| \| \| |
|  |                                                              |
|  | Limusaurus                                                   |
|  |                                                              |
|  | Elaphrosaurus                                                |
|  |                                                              |

|  | Limusaurus    |
|  |               |
|  | Elaphrosaurus |
|  |               |

|  | Ceratosaurus |
|  |              |
|  | Genyodectes  |
|  |              |

|  | Noasauridae   |
|  |               |
|  | Abelisauridae |
|  |               |

|  | Ceratosaurus |
|  |              |
|  | Genyodectes  |
|  |              |

|  | Noasauridae   |
|  |               |
|  | Abelisauridae |
|  |               |

|  | Spinostropheus                                               |
|  |                                                              |
|  | \| \| Limusaurus \| \| \| \| \| \| Elaphrosaurus \| \| \| \| |
|  |                                                              |
|  | Limusaurus                                                   |
|  |                                                              |
|  | Elaphrosaurus                                                |
|  |                                                              |

|  | Limusaurus    |
|  |               |
|  | Elaphrosaurus |
|  |               |

|  | Ceratosaurus |
|  |              |
|  | Genyodectes  |
|  |              |

|  | Noasauridae   |
|  |               |
|  | Abelisauridae |
|  |               |

|  | Ceratosaurus |
|  |              |
|  | Genyodectes  |
|  |              |

|  | Noasauridae   |
|  |               |
|  | Abelisauridae |
|  |               |

|  | Spinostropheus                                               |
|  |                                                              |
|  | \| \| Limusaurus \| \| \| \| \| \| Elaphrosaurus \| \| \| \| |
|  |                                                              |
|  | Limusaurus                                                   |
|  |                                                              |
|  | Elaphrosaurus                                                |
|  |                                                              |

|  | Limusaurus    |
|  |               |
|  | Elaphrosaurus |
|  |               |

|  | Ceratosaurus |
|  |              |
|  | Genyodectes  |
|  |              |

|  | Noasauridae   |
|  |               |
|  | Abelisauridae |
|  |               |

|  | Ceratosaurus |
|  |              |
|  | Genyodectes  |
|  |              |

|  | Noasauridae   |
|  |               |
|  | Abelisauridae |
|  |               |

|  | Spinostropheus                                               |
|  |                                                              |
|  | \| \| Limusaurus \| \| \| \| \| \| Elaphrosaurus \| \| \| \| |
|  |                                                              |
|  | Limusaurus                                                   |
|  |                                                              |
|  | Elaphrosaurus                                                |
|  |                                                              |

|  | Limusaurus    |
|  |               |
|  | Elaphrosaurus |
|  |               |

|  | Ceratosaurus |
|  |              |
|  | Genyodectes  |
|  |              |

|  | Noasauridae   |
|  |               |
|  | Abelisauridae |
|  |               |

|  | Ceratosaurus |
|  |              |
|  | Genyodectes  |
|  |              |

|  | Noasauridae   |
|  |               |
|  | Abelisauridae |
|  |               |

## Paleobiologia

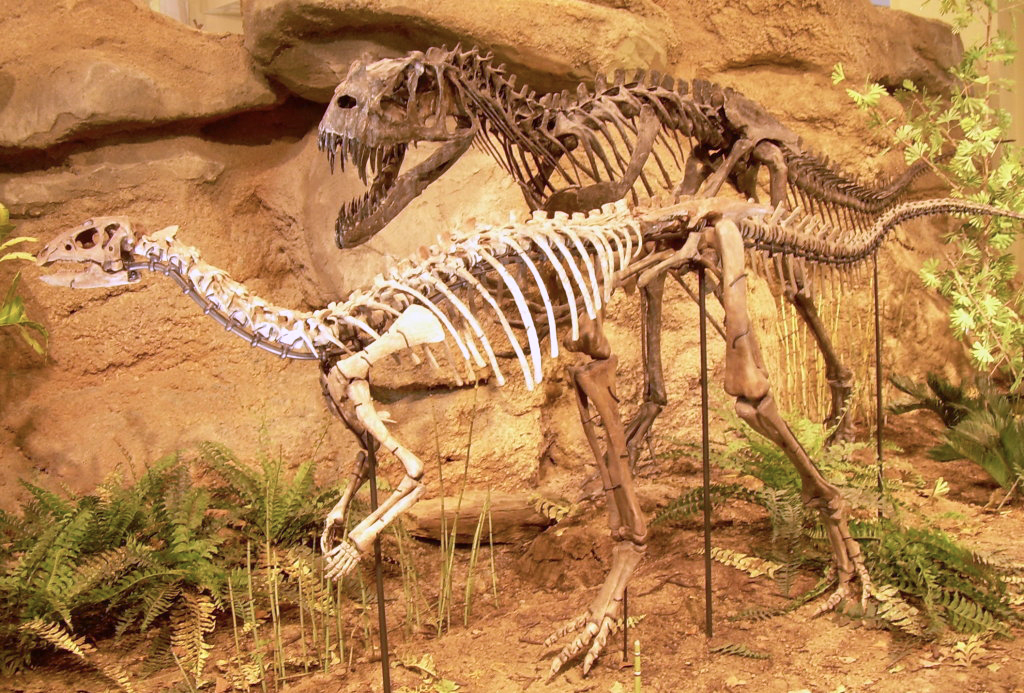
Scheletro di Ceratosaurus mentre caccia un Dryosaurus

### Alimentazione
Il Ceratosaurus visse insieme a dinosauri molto famosi e ben conosciuti come l'Allosaurus, il Torvosaurus, l'Apatosaurus, il Diplodocus e lo Stegosaurus. Anche considerando le stime più ottimistiche, con una lunghezza di 6,7 metri e un peso di 980 chilogrammi il Ceratosaurus era molto più piccolo di altri grandi predatori come l'Allosaurus e il Torvosaurus e probabilmente occupava una nicchia ecologica diversa. Si potrebbe quindi paragonare il Ceratosaurus ad una iena attuale, in grado di cacciare piccoli dinosauri o fare da spazzino divorando le carcasse dei grandi predatori. I fossili di Ceratosaurus sono molto meno comuni di quelli dell'Allosaurus, da cui probabilmente subiva una forte concorrenza. Il Ceratosaurus, tuttavia, possedeva un corpo molto più flessibile con una coda lunga e anch'essa molto flessibile, simile a quella di un moderno coccodrillo. Ciò fa pensare che Ceratosaurus fosse un nuotatore migliore rispetto ad Allosaurus che invece possedeva una coda rigida per bilanciarsi durante la corsa. Un recente studio condotto da Robert Bakker ipotizza che il Ceratosaurus potesse essere un predatore di animali acquatici, come pesci e coccodrilli, ma poteva benissimo cacciare anche grandi prede terrestri. Sempre secondo questa teoria il Ceratosaurus potrebbe essere stato un animale gregario che viveva e cacciava in piccoli gruppi familiari.
Sulla base dell'anatomia e della posizione dei loro fossili sembra che Ceratosaurus, Allosaurus e Torvosaurus avessero nicchie ecologiche differenti. Ceratosaurus e Torvosaurus preferivano cacciare intorno ai corsi d'acqua, avevano corpi più bassi e sottili che avrebbe dato loro un vantaggio nelle foreste e nel sottobosco, mentre Allosaurus era più robusto, con gambe più lunghe, più veloce ma meno agile, preferendo pianure aperte e asciutte. Il Ceratosaurus, meglio noto di Torvosaurus, differiva notevolmente da Allosaurus avendo un cranio più alto e stretto con grandi e larghi denti. L'Allosaurus era di per sé un potenziale elemento di cibo per altri carnivori, come illustrato da un pube di Allosaurus segnato dai denti di un altro carnivoro, probabilmente un Ceratosaurus o un Torvosaurus. La posizione dell'osso nel corpo (lungo il margine inferiore del tronco e parzialmente schermato per le gambe) indica che il corpo dell'Allosaurus fu oggetto di saprofagia.

### Corno nasale

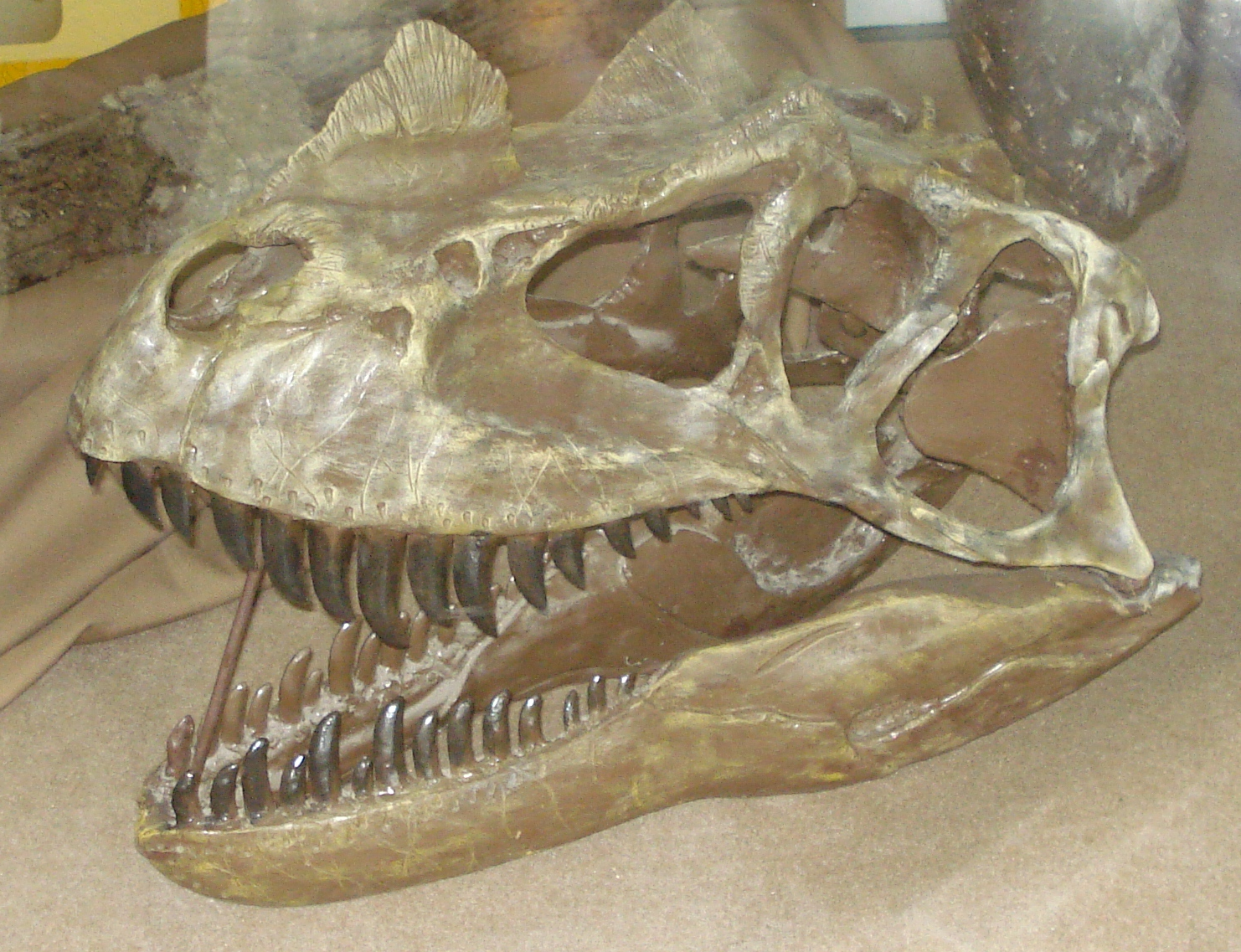
Cranio di Ceratosaurus

Othniel Charles Marsh (1884) considerava il corno nasale del Ceratosaurus come un' "arma potente" sia per scopi difensivi che offensivi. Tuttavia, tale interpretazione oggi è considerata molto improbabile. Norman (1985) riteneva che il corno non era un'arma usata contro gli altri predatori, ma più probabilmente veniva utilizzato per i combattimenti intraspecifici tra i maschi di Ceratosaurus per il dominio sulle femmine e/o per il territorio. Nel 1988 Paul ipotizzò una funzione simile pensando che il corno venisse usato dai maschi per cozzare violentemente con le teste tra di loro. Rowe e Gauthier (1990) ipotizzarono che il corno nasale del Ceratosaurus, allo stesso modo delle creste del Dilophosaurus e della vela dello Spinosaurus, fosse usato unicamente come display sessuale, inibendone l'uso durante i combattimenti; probabilmente il maschio con il corno più grande si aggiudicava il diritto sulle femmine e sul territorio. Se ciò fosse vero il corno doveva essere vivacemente colorato per attrarre le femmine.

### Paleopatologia

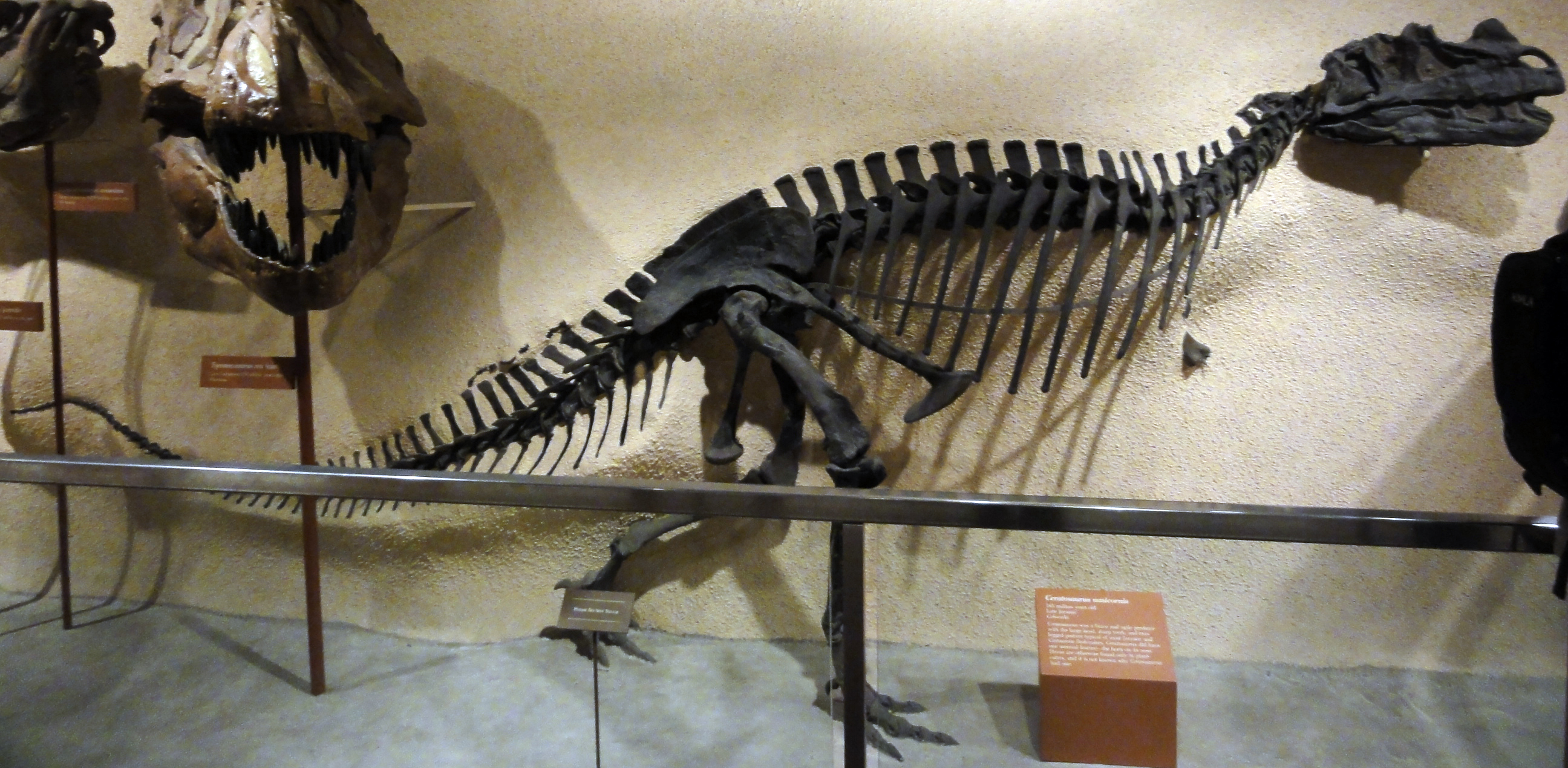
Olotipo di C. nasicornis

Nel 2001, Bruce Rothschild pubblicò uno studio sulle fratture da stress nei dinosauri teropodi. In Ceratosaurus è stata ritrovata una singola frattura da stress all'interno di un osso del piede dell'animale.
L'olotipo di C. nasicornis (USMN 4735) presenta il II e il IV metatarso sinistro fusi insieme. Non si sa se ciò sia dovuto ad una patologia o se fosse lo stadio naturale delle ossa. La soluzione arrivò nel 1890, quando si scoprì che le ossa fuse ritrovate in un fossile di Balaur erano il risultato di una frattura guarita. Quindi si pensa che la fusione tra le due ossa sia il risultato di una patologia.
Una specie non identificata di Ceratosaurus conservava un dente rotto, che mostra ancora dei segni di usura, dopo essersi spezzato.

## Nella cultura di massa
Grazie al suo piccolo corno posto sul muso (diventato per tutti il suo tratto distintivo) il Ceratosaurus ha acquistato una certa popolarità tra gli appassionati di dinosauri carnivori.
Il primo film live action della storia del cinema ad includere un dinosauro, Brute Force del regista pioniere David W. Griffith del 1914, è probabilmente un Ceratosaurus. Il rudimentale animatrone utilizzato nella pellicola presenta infatti il caratteristico corno sul muso, mentre le altre due "corna lacrimali" non sono facilmente identificabili a causa della bassa qualità delle riprese. Tra le sue prime apparizioni si può ricordare anche quella nel film Un milione di anni fa del 1966, dove è coinvolto in una battaglia anacronistica con un Triceratops, e quella nel segmento La sagra della primavera nel terzo classico Disney Fantasia del 1940.
È apparso anche nel franchise di Jurassic Park in una breve scena di Jurassic Park III (2001), in realtà in origine per quella scena era previsto fosse un Carnotaurus ma visto che l'anno prima uscì il film Disney Dinosauri (2000) e il Carnotauro del film aveva lo stesso modello e una colorazione identica a quello realizzato per il film, per evitare il plagio si scelse di cambiare l'animale ma di lasciare la colorazione realizzata, quella fu l'unica volta in cui il Ceratosaurus comparì in un film del franchise, compare poi in almeno un episodio di ogni stagione a partire dalla seconda stagione della serie animata Jurassic World - Nuove avventure, riappare anche nella serie animata Jurassic World - Teoria del caos.
Appare nei documentari L'impero dei dinosauri e Jurassic Fight Club, oltre che nei videogiochi (col design di Jurassic Park III) Jurassic Park: Operation Genesis, Jurassic World Evolution, Jurassic World: il gioco,Jurassic World Evolution 2 e recentemente su Jurassic World Alive.